# Округ Хенри (Вирџинија)
Округ Хенри (енгл. Henry County) је округ у америчкој савезној држави Вирџинија.

## Демографија
По попису из 2010. године број становника је 54.151, што је 3.779 (-6,5%) становника мање него 2000. године.
| Група             | 2000.          | 2010.          |
| Белци             | 42.087 (72,7%) | 38.737 (71,5%) |
| Афроамериканци    | 13.127 (22,7%) | 11.841 (21,9%) |
| Азијати           | 236 (0,4%)     | 237 (0,4%)     |
| Хиспаноамериканци | 2.002 (3,5%)   | 2.545 (4,7%)   |
| Укупно            | 57.930         | 54.151         |